# Помаранчевий колір
Помара́нчевий, ора́нжевий, жовтогарячий, рудий — колір, проміжний між червоним та жовтим. Назва походить від назви фрукта апельсина («помаранчі», пол. pomarańcza, фр. orange, pomme d'orange, італ. arancia), який вважається еталоном цього кольору. Має довжину хвилі 590—620 нанометрів.

## Помаранчевий колір в різних національних культурах
- Помаранчевий — національний колір Нідерландів. Початково помаранчева смуга була присутня на прапорі Нідерландів, однак пізніше вона була замінена на червону, оскільки помаранчева тканина була дефіцитом. В наші дні під час національних свят жителі королівства одягають помаранчевий одяг, а футбольні вболівальники, підтримуючи національну команду, навіть фарбують обличчя в помаранчевий колір.
- В Ірландії — символ протестантизму, завдяки ордену оранжистів.
- Кампанію загальнонаціональних протестів, мітингів, пікетів, страйків і інших акцій громадянської непокори в Україні під час президентських виборів 2004 року називають Помаранчевою революцією. Також з цим кольором асоціюють політичні сили, що підтримали на цих виборах Віктора Ющенка.
- В багатьох країнах, наприклад в Бельгії, світлофори замість жовтого мають помаранчевий ліхтар.

## Асоціації й психічний вплив
Помаранчевий колір характеризує зрілість особистості й силу механізмів «Я». Він утворюється при поєднанні жовтого кольору, що виражає активність й екстраверсію, і червоного кольору, що символізує пристрасть і плоть. Відповідно, в оранжевому кольорі знайшло втілення сполучення психологічних особливостей утворюючих його кольорів. У цьому сенсі, помаранчевий — один із найсприятливіших для психотерапевтичного прогнозу кольорів. Це колір радості, задоволення, прагнення до досягнення й самоствердження, колір енергії й сили. Він робить доброчинну дію на психіку людини, знімаючи напругу в конфліктах. З іншого боку, він витісняє інші кольори, може внести в життя потрясіння, символізує пристрасть боротьби, демонічний початок війни.
У теорії кольорів Й. Ґете, яку великий німецький поет вважав головною справою свого життя, оранжевому кольору приділяється важливе місце між двома полюсами: червоно-жовтим і жовто-червоним. Й. Ґете характеризує помаранчевий колір як згущення й посилення властивостей жовтого кольору. Це колір теплоти й блаженства, розпеченого жару, пекла, розжарення, і, у той же час, м'якого відблиску призахідного сонця. Тому цей колір приємно радує око, коли використовується в навколишньому оточенні або одязі. Активна сторона оранжевого кольору зв'язана, по Й. Ґете, з його найвищою енергією. Чи варто тому дивуватися, що «енергійні й здорові люди» особливо раді цьому кольору. Й. Ґете вважав, що «досить пильно подивитися на цілком жовто-червону поверхню, щоб здалося, що цей колір дійсно врізався в наше око», він начебто входить, втикається в тіло. «Він викликає неймовірне потрясіння…» Й. Ґете відзначає, що оранжева хустка збуджує й тривожить також і тварин.
Полум'яна теплота оранжевого кольору викликає, за Ф. Стефанеску-Гоанга, асоціації з апельсинами, південними ландшафтами й заходом сонця. Помаранчевий колір особливо пов'язаний з вогнем.
В одязі помаранчевий колір використовується як сигнальний колір, наприклад, при дорожніх роботах.
Як близький сонячному світлу, помаранчевий колір використовується в одязі індійських ченців. Помаранчевий, як колір сонця, — це колір просвітління.
Психічний вплив оранжевого кольору одностайно характеризується як збудливе, тепле й радісне. В оранжевому кольорі з'єднуються сяюча сила жовтого кольору й вітальний, жагучий початок червоного кольору. Таким чином, помаранчевий колір може відтінити або витиснути інші кольори.
Ф. Стефанеску-Гоанга зв'язує помаранчевий колір з радісним почуттям задоволення.
R. Heiss й H. Hiltmann вважають помаранчевий, як і жовтий, кольором екстраверсії. На їхню думку, це нібито другий фронт після жовтого і червоного кольорів. Помаранчевий колір зв'язаний із прагненням досягнення й самоствердження.
У тесті кольорових пірамід Макса Пфістера помаранчевий колір — це, насамперед, «колір тілесності».
У порівнянні із червоним кольором, жовтий компонент, що міститься в оранжевому кольорі, виражається як на тілесному рівні, так й у більше досконалій емоційності, у більше спрямованому русі.
H. Frieling й X. Auer називають помаранчевий колір «святковим, радісним, зігрівальним». Його вважають також «кольором світлого достатку».
F. Birren характеризує помаранчевий колір як «веселий, товариський, живий, енергійний, сильний і діючий».
Johannes Itten описує помаранчевий колір як змішання жовтого й червоного кольорів. Помаранчевий колір нібито перебуває в осередку великої випромінюючої активності. Він має сонячну силу світіння, втіленої в сфері матеріального початку, що досягає в червоно-оранжевому кольорі максимуму теплої активної енергії.
E. Heimendahl описує помаранчевий колір як маючий доброчинний вплив, тому що він знімає напругу у всіх конфліктах, легко і ясно показуючи радісні сторони життя, у то час як синій колір — протилежність оранжевому — показує серйозні сторони життя.
Помаранчевий колір також неоднорідний. У ньому теж можна виділити цілу шкалу відтінків — від світлих жовтуватих до вогненно-червоних тонів.
J. Itten вважає, що головний компонент оранжевого кольору — це червоний колір. В оранжевому кольорі теплий тон червоного досягає максимуму вогненної сили. При правильному підборі контрасту, червоно-помаранчевий колір може символізувати пристрасть боротьби. Цей колір символічно пов'язаний із планетою Марс. Він символізує демонічний мир війни. Воїни, що борються, часто носять червоно-оранжеві одяг.
За Максом Люшером, якщо до чистого жовтого додається збудливий червоний й отриманий колір наближається до оранжевого, то основне значення жовтого (розкриття й установлення контактів) підвищується убік активної інтенсивності. Завдяки червоному жовтий стає повніше й вагоміше. Він виражає стихійне, хтиве-радісне відчуття й переживання. Тут немає розсудливої стриманості або витонченості. Жовтий та помаранчевий передають атмосферу, що часто зображувалася на картинах старих голландських майстрів — з пишними дівицями і солдатами.
Якщо ж червоний колір підсилити родинним йому жовтим, то в отриманому оранжевому кольорі «внутрішній рух червоних кольорів починає становитись рухом випромінювання, виливу в навколишнє». Такий висновок робить Василь Кандінський у своїй книзі «Про духовне у мистецтві». Він порівнює помаранчевий колір з людиною, переконаною у своїх силах, такою, що викликає відчуття виняткового здоров'я. Помаранчевий колір викликає у В. Кандінського асоціацію зі звучанням церковного дзвона середньої величини, що призиває до молитви «Angelus», або ж із сильним голосом альта, а також з альтовою скрипкою, що співає ларго.
У теорії «звук-колір», розробленої російським композитором Олександром Миколайовичем Скрябіним, оранжевому кольорам відповідає нота «ля», що символізує в музиці «легковажність у змісті легкого й безтурботного сприйняття миру».
У Піфагорейській школі, що зв'язувала воєдино «число-звук-колір», помаранчевий колір відповідав цифрі «5».

## Психодіагностика
Б. А. Базима й І. І. Кутько з НДІ клінічної й експериментальної неврології й психіатрії в м. Харкові провели експериментальну перевірку валідності «Клінічного колірного тесту» М. Люшера стосовно типів акцентуацій характеру по Е. Крепеліну, П. Б. Ганнушкіну й А. Е. Личко.
Позитивне ставлення до червоно-жовтого кольору явно відзначається в людей гіпертимного типу або конституціонально-збуджених. П. Б. Ганнушкін слідом за Е. Крепеліним описує їх як «блискучих, але здебільшого нерівномірно обдарованих суб'єктів, які дивують навколишньою гнучкістю й багатосторонністю своєї психіки, багатством думок, часто художньою обдарованістю, щиросердечною добротою й чуйністю, а головне, веселим настроєм. Це люди, що швидко відгукуються на все нове, енергійні й заповзятливі». У той же час для них характерна поверховість і нестійкість інтересів, постійна потреба у звеселяннях.
Жовто-червоному кольору віддають перевагу люди із циклоїдним типом акцентуацій характеру, для яких характерна періодична зміна станів збудження й депресії.

## Психотерапія кольорами
Помаранчевий колір несе в собі збудливе й життєрадісне начало. Це гучний, жаркий, полум'яний, бадьорий і веселий колір. На відміну від синього це неінтимний колір.
Помаранчевий колір зміцнює волю, підтримує сексуальність, активізує діяльність залоз внутрішньої секреції, регулює обмінні процеси, сприяє зміцненню легеневої тканини, лікує хвороби сечостатевої системи, поліпшує кровообіг і колір шкіри, ефективний при захворюваннях селезінки, благотворно діє на травлення, загострює апетит і викликає почуття ейфорії.

## Символіка
Символіка оранжевого кольору займає проміжне положення між м'яким і світлим жовто-оранжевим кольором апельсинів і гарячим вогненно-червоним кольором полум'я.
У живописі помаранчевий колір переважає для зображення яскравого сонця, спілих плодів, прекрасних людських тел.
У християнській традиції помаранчевий колір використовується для зображення Св. Трійці, при розписі крашанок, що несуть космічне начало.
Помаранчевий колір символізує розвиток, спрямованість на успіхи. Як самий кричущий він займає пануюче положення в ряді інших кольорів або завдяки своїй позитивній перевазі над ними, або через негативний ефект витиснення інших кольорів (залежно від положення оранжевого кольору в контексті позитивного й негативного полюсів символічного значення). Недарма рятувальні жилети альпіністів, спецівки дорожніх робітників, надувні рятувальні жилети моряків пофарбовані у цей найпомітніший колір.
Помаранчевий колір називають «flamma amoris et caritatis» — полум'ям любові й милосердя.

## Архетипи
Архетипи оранжевого кольору не можна розглядати ізольовано від червоного кольору. Символіка жовто-червоного й «чистого» червоного кольору багато в чому перетинається.
Жовто-червоний колір зв'язують часто із серафимами (євр. «вогненний», «полум'яніючий»), найбільш наближеними до Божественної любові сутності. У серафимів по шести крил — двома вони закривають свою особу, двома закривають ноги, двома літають. Один із серафимів очищає вуста пророка Ісаї, торкнувшись його палаючим вугіллям, і цим готує його до служіння. Цей сюжет використаний у вірші А. С. Пушкіна «Пророк».
З оранжевим кольором зв'язаний творчий дух вогню, образ Меркурія. Вважалося, що Меркурій може забезпечити не тільки торгівельний прибуток, але й указати заритий скарб.
Кельтська богиня молодості й любові Ідуна (давньо-ісландська Ідунн — «оновлююча») є в жовто-червоному вбранні. У скандинавській міфології їй належать чудесні золоті «молодильні» яблука, завдяки яким боги зберігають вічну молодість.
Войовнича сила Марса й вогонь Сатурна символічно втілюються в жовто-червоних тонах.
Жовто-червоні, оранжеві тони символізують також вулканічні сили, що несуть небезпеку і вириваються із глибини землі й внутрішньої глибини, суті тіла. У цьому контексті помаранчевий колір подібний до вибуху. Помаранчевий колір — це енергія, що поширюється як потік.
Помаранчевий колір може символізувати теплий, золотий жовток крашанки. У сяючому оранжевому-червоному кольорі є також жіноча мудрість — Софія. Вона несе в собі мудрість особливого роду: не холодний чоловічий раціоналізм, а емоційно зігріту, зігрівальну й оживляючу жіночу духовність. В іконографії її лик і руки — вогненних кольорів.

## Географія
- Оранжева — ріка на півдні Африки.
- Оранж — місто на півдні Франції.